# Народный фронт освобождения Палестины — Специальное командование
Народный фронт освобождения Палестины — Специальное командование (араб. الجبهة الشعبية لتحرير فلسطين - القيادة الخاصة‎) — радикальная палестинская террористическая группировка, ориентирующаяся на марксизм-ленинизм. Фронт был сформирован в 1979 году в качестве замены группы «НФОП — Группа Специальных Операций» Вади Хаддада, прекратившей свою деятельность. Лидер организации — Абу Салима.
Группа базируется в Южном Ливане, предпринимает операции в различных странах Ближнего Востока и Западной Европы. Финансовую и военную помощь получает со стороны Сирии.
Фронт организовал ряд громких международных террористических операций, проведённых в Западной Европе в 1980-е годы. В их числе — взрыв популярного среди американских военных ресторана в испанском Торреоне в апреле 1985, в результате которого погибли 18 человек.